# 주무아

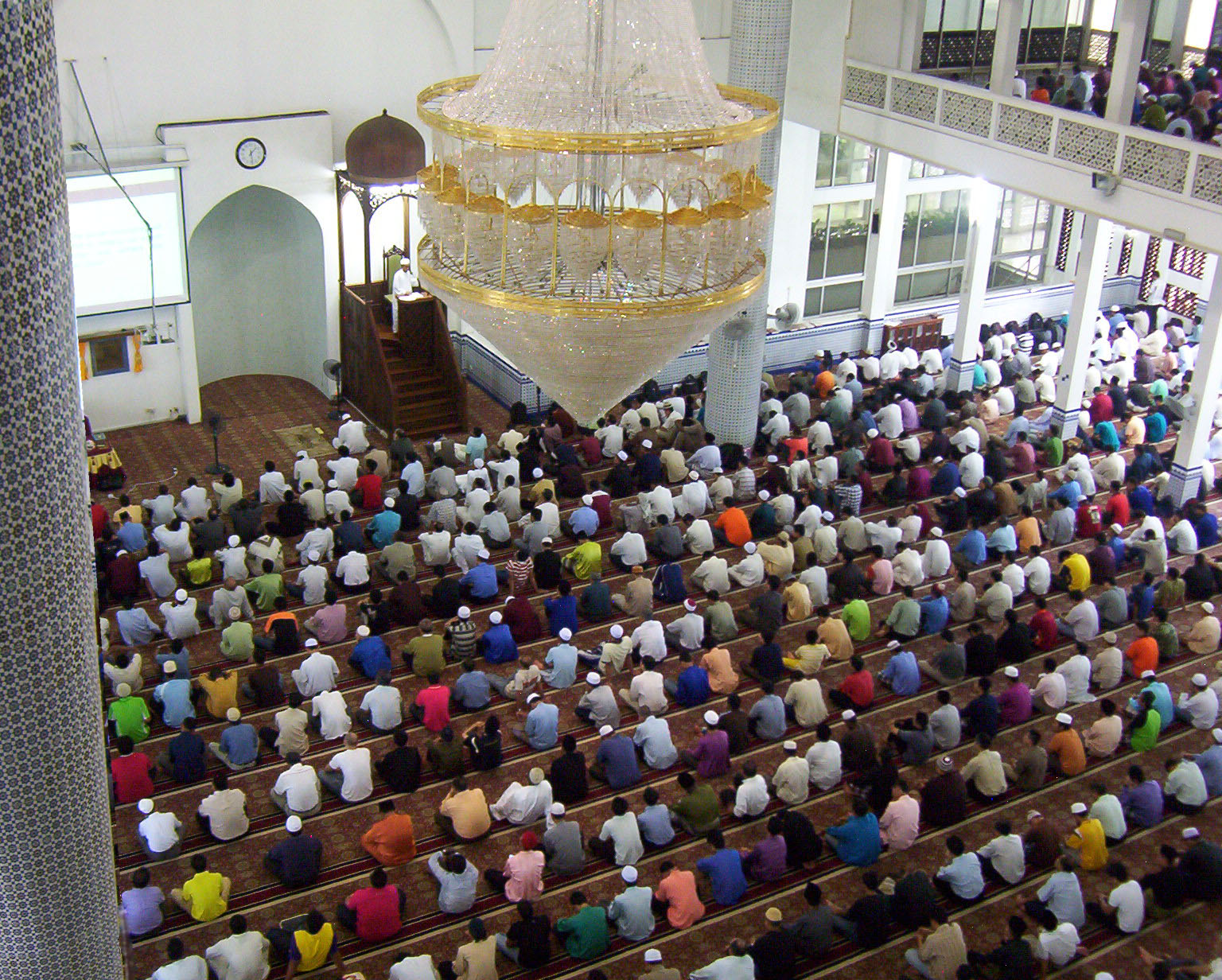
말레이시아의 한 대학에서 치러지는 주무아.

주무아(Jumu'ah)는 금요일에 이루어지는 무슬림 예배이다.
무슬림들이 매주 금요일 정오 이후에 정오예배 기도(Zuhr prayer) 대신에 드리는 기도(ṣalāt)이다. 무슬림은 보통 시간대에 관계없이 태양의 하늘 경로에 따라 매일 다섯 번 기도한다. 주무아는 아랍어로 금요일을 의미한다. 많은 이슬람 국가에서는 주말에 금요일이 포함되며 다른 국가에서는 금요일이 학교와 일부 직장에서 반나절이다. 이는 가장 고귀한 이슬람 의식 중 하나이며 확증적 의무 행위 중 하나이다.

## 같이 보기
- 이슬람력